# مارکتینگ اتومیشن
اتوماسیون بازاریابی یا خودکارسازی بازاریابی (به لاتین Marketing Automation) به مجموعه‌ای از فناوری‌های نرم‌افزاری و پلتفرم‌هایی اشاره دارد که برای کمک به بخش‌ها و سازمان‌های بازاریابی در اجرای مؤثر فعالیت‌ها در چندین کانال آنلاین (مانند ایمیل، رسانه‌های اجتماعی و وب‌سایت‌ها) و خودکارسازی وظایف تکراری طراحی شده‌اند.

## نحوه عملکرد اتوماسیون بازاریابی
بخش‌های بازاریابی، مشاوران و کارکنان از اتوماسیون بازاریابی برای تعیین معیارها و اهداف استفاده می‌کنند. این نرم‌افزارها داده‌های جمع‌آوری شده را تفسیر، ذخیره و تحلیل می‌کنند و به افزایش کارایی و کاهش خطای انسانی کمک می‌کنند. اگرچه این فناوری در ابتدا بیشتر بر بازاریابی ایمیلی متمرکز بود، اما اکنون طیف گسترده‌ای از ابزارهای تحلیلی و خودکارسازی را شامل می‌شود که به ویژه در بازاریابی ربایشی یا درونگرا به کار می‌رود.

## تعریف و ترکیب اصطلاحات
اصطلاح "بازاریابی" به مجموعه فعالیت‌هایی اشاره دارد که سازمان‌ها برای معرفی و فروش محصولات یا خدمات خود به مخاطبان و مشتریان بالقوه انجام می‌دهند. از سوی دیگر، "اتوماسیون" به معنای انجام خودکار وظایفی است که پیش‌تر به صورت دستی انجام می‌شد. ترکیب این دو مفهوم، اصطلاح "اتوماسیون بازاریابی" را شکل داده است.

## کاربردهای اتوماسیون بازاریابی
اتوماسیون بازاریابی می‌تواند در طول چرخه عمر مشتری از زمان اولین تعامل تا پس از خرید مورد استفاده قرار گیرد. این فناوری به ایجاد روابط طولانی‌مدت و سالم با مشتری کمک می‌کند و سه مزیت اصلی زیر را ارائه می‌دهد:  

### شخصی‌سازی تجربه کاربری
اتوماسیون بازاریابی امکان شخصی‌سازی تعاملات مشتریان با برند را فراهم می‌کند. به عنوان مثال، داده‌های حاصل از رفتار کاربران در وب‌سایت می‌تواند برای دسته‌بندی آن‌ها و ایجاد سناریوهای خودکار مورد استفاده قرار گیرد. برای نمونه، کاربران صفحه خرید که خرید خود را نهایی نکرده‌اند، می‌توانند پس از دو روز کد تخفیف دریافت کنند. این نوع سناریوها که به صورت دستی زمان‌بر هستند، با ابزارهای اتوماسیون به راحتی مدیریت می‌شوند.

### ساده‌سازی فرآیندها
این فناوری به سازمان‌ها امکان می‌دهد فرآیندهای دستی و پیچیده را ساده‌سازی و خودکار کنند. برای مثال، داده‌های ثبت‌نام کاربران در واحد فنی و اطلاعات خرید آن‌ها در بخش فروش می‌توانند به کمک اتوماسیون بازاریابی یکپارچه شوند. این یکپارچگی به ارسال پیام‌های هدفمند و متناسب با نیاز مشتریان کمک می‌کند.

### تحلیل و داده‌محوری
اتوماسیون بازاریابی داده‌های کسب‌وکار و مارکتینگ را ترکیب و تحلیل می‌کند. برای مثال، تحلیل داده‌ها می‌تواند نشان دهد که در چه فصولی فروش بیشتر است یا چه گروهی از مشتریان بیشترین خرید را دارند. داده‌های بازاریابی نیز اطلاعاتی مانند سن، موقعیت اجتماعی و اقتصادی مشتریان را فراهم می‌کند. این ترکیب داده‌ها به طراحی سناریوهای هوشمند و هدفمند کمک می‌کند.